# Ivo Pilar
Ivo Pilar Zágráb, 1874. június 19. – Zágráb, 1933. szeptember 3.), horvát jogász, történész, szociológus, pszichológus, publicista, filozófiai író, politikus, a horvát geopolitika megalapozója. Nevét viseli az Ivo Pilar Társadalomtudományi Intézet.

## Élete

### Ifjúkora
Ivo Pilar 1874-ben született Zágrábban régi, cseh származású családban, amely bizonyos jelek szerint régen Spanyolországból vándorolt be. Ősei Horvátországban Bródban telepedtek le. Itt született apja, Đuro Pilar, akadémikus, egyetemi tanár, európai hírű geológus és őslénykutató, valamint nagybátyja, Martin Pilar (1861-1942), jeles építész, akivel Tuzlából Zágrábba való visszatérése (1920) után is élő kapcsolatot ápolt. Édesanyja Klementina, Gjuro Crnadak (1820-1908) vállalkozó és kiemelkedő kulturális munkás (a Matica hrvatska, a Jugoszláv Akadémia és a Zágrábi Egyetem társalapítója), parlamenti képviselő és Zágráb alpolgármesterének lánya volt.
Zágrábban járt az elemi iskolába, a zágrábi klasszikus gimnáziumot pedig 1893-ban fejezte be. Ezután a Bécsi Külkereskedelmi Iskolában (Hochschule für Welthandel) egyéves kereskedelmi tanfolyamot végzett, ahol nemzetgazdaságot és szociológiát tanult.  Jogi tanulmányait Bécsben végezte, a tekintélyes párizsi École de droitban pedig olyan előadásokat hallgatott, amelyekkel befejezte tanulmányait. Párizs után Bécsbe visszatérve 1899. július 14-én doktorált. Ezután rövid ideig titkárként dolgozott a vasipari vállalatnál, ahonnan Szarajevóba került, ahol a Nemzeti Kereskedelmi Bank igazgatójának titkárává nevezték ki. Itt a Kranjčević körül 1900 óta tömörülő Horvát Írók Köréhez tartozott, és a horvát modernizmus egyik ideológusa lett. Tanulmányait és cikkeit Kranjčević „Nada” nevű újságjában és néhány zágrábi irodalmi folyóiratban publikálta. Titkári állásában nem maradt sokáig, mert ugyanabban a városban kapott hivatalt a bírói táblánál, majd és 1901-től ügyvédként dolgozott.

### Boszniai tevékenysége
1905-ben Tuzlába ment, és ügyvédi irodát nyitott, ahol 1920 tavaszáig ügyvédként dolgozott. Tuzlában élénk jogi és politikai tevékenységet folytatott. Egyre jobban foglalkoztatta a boszniai helyzet, ezen belül különösen a horvát nép helyzete, ezért aktívan részt vett a politikai életben. Meggyőződése volt, hogy a horvát politikának határozottabbá kell válnia a bosznia-hercegovinai horvátok érdekeinek és jogainak védelmében. 1906-ban egyik alapítója volt a bosznia-hercegovinai jobboldali politikai pártnak Horvát Nemzeti Uniónak, amely igyekezett politikailag felrázni a passzív horvát népet, és felkészülni az elkövetkező sorsdöntő eseményekre. 1908 februárjában a Horvát Nemzeti Színház Központi Bizottságának tagja és a Donja Tuzla Horvát Nemzeti Színház Kerületi Bizottságának elnöke lett. A legmenőbb ügyvédi irodája volt Tuzlában, ahol többek között képviselte a Nemzeti Bankot, az Első Horvát Takarékpénztárat és leányvállalatait Bosznia-Hercegovinában, valamint a kerület összes nagyvállalatát.
Gyorsan nagy vagyonra tett szert, és 1909-ben villát épített a postahivatallal szemben. A politikai harcok közepette 1910-ben „Nadbiskup Štadler i Hrvatska Narodna Zajednica” (Stadler érsek és a Horvát Nemzeti Szövetség) címmel röpiratot adott ki, amely egyházi körökben ellenérzést váltott ki, ezért politikai nézeteltérés alakult ki közte és Bosznia érseke között. A prospektusban arra a következtetésre jut, hogy a katolikus hitnek kétségtelenül kivételes szerepe van a boszniai horvátok nemzeti identitásának megőrzésében, de úgy véli, hogy vannak bizonyos különbségek a nép és az egyház, mint intézmény érdekei között. Gyakorlatias emberként vázolta fel a Bosznia-Hercegovinában kialakult helyzetet, ahol évszázadok óta a saría törvények uralkodnak, ezért Tuzlában nagyra becsülték. A modernizációs folyamatok megvalósítása iránti elkötelezettségét az általános osztrák polgári törvénykönyv helyi viszonyokhoz való adaptálása terén végzett kiterjedt munkája során már bizonyította. A bosznia-hercegovinai horvátok nagy tekintélyének számító Stadler érsekkel ellentétben ő a horvát politikai szerveződés felekezetközi megközelítését szorgalmazta, vagyis a horvát katolikusok és a horvát muszlimok együttműködését, Stadler pedig ragaszkodott ahhoz, hogy a horvát politikai szervezeteknek csak katolikusok legyenek tagjai. Ebben a polemikus „Stadler érsek és a Horvát Nemzeti Szövetség” brosúrában Pilar kifejtette, miért ne hivatkozzanak a bosznia-hercegovinai horvátok egyedül vallási hovatartozásukra, és hogy ezért nem szabad az egyenlőségjelet csak a horvátok és a katolikusok közé helyezni, mert elutasítják a muszlim horvátokat és így gyengítik Horvátországot.
Amikor 1912 elején a muszlimok és a szerbek képviselői a boszniai parlamentben közösen ellenezték Bosznia-Hercegovina Horvátországgal való egyesítését, a korábbi ellenfelek Pilar és Stadler közelebb kerültek. Mindkét fél elutasította a Horvát Nemzeti Szövetség (HNZ) tervét. A terv egy horvát katolikus-muszlim politikai tömb létrehozása volt, amely képes lesz szembeszállni a szerbek Bosznia-Hercegovinától való kiválási törekvéseivel, mellyel területüket a Monarchiától a Szerb Királysághoz kívánták csatolni. A boszniai parlamentben a muszlimok és a szerbek képviselői közösen ellenezték Bosznia és Hercegovina Horvátországhoz való csatlakozását a Monarchián belül, és kinyilvánították, hogy támogatják az ország autonómiáját. Stadler és Pilar ettől fogva 1918 végéig szorosan együttműködtek, és erősen befolyásolták a boszniai horvát politikát a 20. század elején.
1913-ban Viktor Jankiewicz ügyvédtársával megalapította a Horvát Otthont. Ferenc Ferdinánd 1914. június 28-i szarajevói meggyilkolása után tüntetéseket szervezett az összeesküvők ellen, és felszólította a polgárokat, hogy harcoljanak a Monarchia ellenfelei ellen. Az első világháború Tuzlában találja őt, és sok horváttal szemben, akik a gyűlölt Monarchia felbomlását várták, Pilar arra figyelmeztetett, hogy Horvátország megmaradására a Monarchia léte az egyetlen garancia, melyet mindenképpen meg kell őrizni, és megreformálni. 1915-ben Zágrábban adta ki Dr. Juričić álnéven a „Svjetski rat i Hrvati” (Világháború és horvátok) című tanulmányát, mely kísérlet volt a horvát nép politikai orientálására még a háború vége előtt. Meggyőződése volt, hogy a horvát politikai elit tévelyeg, nem birkózik meg a legújabb eseményekkel, és ahelyett, hogy egyértelműen megfogalmazná a horvát nép világháborús harcának céljait és programját, a szerbekre bízza a kezdeményezést. A művet jól fogadták a hozzáértő olvasók, így 1917-ben másodszor is kiadták.
Az 1917-es májusi bécsi nyilatkozatban a Jugoszláv Klub képviselői a népelv és a horvát államjog alapján követeljék a Monarchiában a szlovének, horvátok és szerbek lakta összes területnek egy független, szabadon és demokratikusan létrejött állami alakulatban történő egyesítését a Habsburg-Lotharingiai dinasztia jogara alatt. A nyilatkozat nyomán a bosznia-hercegovinai horvát politikai elit kettészakadt. A nyilatkozat melletti pártot a boszniai horvát ferencesek vezették. Velük szemben, a másik oldalon Pilar, Stadler érsek és a nyilatkozat más ellenzői voltak. Pilar ezután vette át a Bosznia-Hercegovinában található legfontosabb horvát politikai újság, a Hrvatsko dnevnik szerkesztését. A Monarchia déli részén zajló események azonban túlhaladták Pilar várakozását, ezért Szarajevóban 1918-ban megjelentette a „Politički zemljopis hrvatskih zemalja” (A horvát földek politikai földrajza) című kis füzetet, mely geopolitikai tanulmány a horvátországi geopolitika alapjait rakta le. Ezzel ő maga is tisztában volt, mert rámutat: „Nem tudjuk, hogy a horvát irodalomban lenne ilyen irányú munka a politikai földrajzról. (...) Ez az esszé tehát az első ezen a területen irodalmunkban.” Pilar ebben a művében rámutat arra, hogy Bosznia-Hercegovina annektálása óta a horvát földek egy erős állam részét képezik, amely a horvát túlélés záloga egy olyan kormány alatt, amely „a mai horvát földeket úgy virágoztatja fel, mint még soha.” 1918 tavaszán Pilar felkereste a frankistákat Szarajevóban, és három fontos művet közölt a „Kroatische Rundschau” cimű újságjuk oldalain.
A háború után ellenezte Horvátországnak a balkáni politikában elfoglalt pozícióját, de a Monarchia felbomlásával és a jugoszláv állam létrejöttével sötét napok következtek számára. Az újonnan megalakult Szerb-Horvát-Szlovén Királyságban keményen szembesült a nagyszerb központosítási törekvésekkel és a nem szerb entitások többségének háttérbe szorításával, különös tekintettel a megoldatlan horvát kérdésre. Politikai meggyőződése miatt nemkívánatos személy volt, így már az 1918 végén megalakult új kormány a Habsburg Monarchia híveként tartotta számon. Kezdetben az élete is veszélyben forgott, de később a helyzet megnyugodott. Joggal feltételezhető, hogy az új uralkodó elit nem mert közvetlenül foglalkozni a minden nemzetiségű és felekezetű tuzlai polgárok között osztatlan hírnevet és megbecsülést elért ügyvéddel. 1920-ban elhagyta Tuzlát, de ügyvédi irodája még 1921-ig működött. (Az épületet az 1970-es években lebontották.) Ettől kezdve egészen haláláig Pilar politikusként már nem lépett fel a nyilvánosság előtt, bár néhány jelentős horvát politikussal továbbra is kapcsolatban állt.

### Utolsó évei
Visszatérve Zágrábba újabb politikai és rendőri üldöztetést is szenvedett, és bíróság elé állították. Látszólag kivonult az aktív politikából, és kizárólag jogi ügyekkel foglalkozott, de a háttérben fáradhatatlanul írt. 1921-ben Milan Šufflay-jal együtt hazaárulás vádjával, egy koholt politikai perben bíróság elé állították. A tizenhat ember ellen folytatott per tizenötödik rendű vádlottja volt. Noha a vád nem tudott bizonyítani semmit, 1921. augusztus 6-án bűnösnek találták, és két hónapi börtönbüntetésre ítélték, melyet egy évre felfüggesztettek.
Továbbra is írt és publikált szakmai, tudományos, látszólag nem politikai jellegű műveket a filozófia és a történelem területéről (például a bogumilizmusról), de emellett számos geopolitikai, politikatudományi és szociológiai tanulmányt is közölt. 1933 februárjában ismét álnéven (ezúttal Florian Lichtträger néven) Berlinben megjelentette „Immer wieder Serbien: Jugoslaviens Schicksalsstunde” (Újra és újra Szerbia: Jugoszlávia sorsdöntő pillanata) című értekezését. A bevezetőt Friedrich Thimme írta. A művet 1990-es években két szegényes fordításban lefordították horvátra, amit a jugoszláv hatóságok azonnal betiltottak Nem sokkal a fordítás közzététele után Pilart holtan találták a lakásában. A jugoszláv sajtó széles körben hirdette Pilar „öngyilkosságát”, de lakásának ablaka nyitva volt, valamint gyanúra ad okot, hogy soha nem volt nála fegyver. A „Nezavisna hrvatska država” című berlini horvát emigráns újság nyíltan gyilkosságnak nevezte az eseményt. Dubravko Jelčić, Pilar munkájának jó ismerője szintén gyilkosságra gyanakodott. Pilart a zágrábi Mirogoj temetőben található családi sírboltba temették el.

## Munkássága
Pilar a horvát politikai és tudományos élet egyik legsokoldalúbb személyisége volt, aki maradandót alkotott a jog, a szociológia, a pszichológia, publicisztika, a filozófia, a politika, és a geopolitika terén is.
Jogászként sokáig, és végül sikeresen harcolt a lakástulajdonosok jogaiért a Jugoszláv Királyságban, és ezt a fontos társadalmi problémát nemzetközi szintre emelte. A szociológia és pszichológia úttörője volt Horvátországban. A zágrábi „Szociológiai Társaság” elnöki tisztét töltötte be. Az ezen a téren végzett munkája még mindig kutatásra vár. Érdekesség, hogy a horvát pszichológiatörténet pszichológusként egészen a közelmúltig nem is tudott Pilarról.
Pilar a politikai földrajz úttörője Horvátországban. Ő az első horvát, aki ilyen tárgyú művet írt. A mű húsz évvel azután jelent meg, hogy a politikai földrajz és geopolitika a vezető európai országokban tudományos szakággá nőtte ki magát, akkoriban, amikor gyakorlati alkalmazásra talál, de a politikai földrajzot és a geopolitikát fogalmilag és érdemben még nem különítették el. Pilar munkája „A Horvát földek politikai földrajza” 1918-ban Szarajevóban jelent meg. Ez volt az első olyan mű, amely a tudományágon belül horvát kérdésekkel foglalkozik. Új témákat nyitott meg, és eddig ismeretlen fogalmakat vezetett be a horvát politikai földrajzba.
A bankszektor munkája kezdete óta érdekelte a Pilart. Bankházak ügyvédje volt, de a legfontosabb szakmai cikkeket e tárgyban élete vége felé írta. Sokak szerint nincs jobb elemzés vagy tömörebb beszámoló az 1931-ben és 1932-ben kirobbant bankválságról, mint Pilar cikkei, amelyeket a zágrábi Obzorban tett közzé. Az összefoglalót az 1933-ban Berlinben megjelent „Immer wieder Serbien” című német nyelvű könyvében tette közzé.  A könyvet azonnal hivatalosan betiltották Jugoszláviában. A titkos jugoszláv rendőrség eljárást indított ellene a horvát kérdéssel kapcsolatos cikkei és korábbi nézetei miatt.
Jeles politikus és publicista volt, aki két fontos művével (álnéven) a német nyelven megjelent „Südslawische Frage und der Weltkrieg” (A délszláv kérdés és a világháború, Bécs 1918),
és „Immer wieder Serbien” (Újra és újra Szerbia, Berlin 1933) foglalkozott a délszláv kérdéssel. A délszláv kérdés iránt világszerte is jelentős érdeklődés mutatkozott az első világháború után. Az egyik ember, akit egy példánnyal maga a szerző ajándékozott meg Warren G. Harding akkori amerikai elnök volt.

## Főbb művei
- Secesija: studija o modernoj umjetnosti, Zagreb, 1898.
- Nadbiskup Štadler i Hrvatska narodna zajednica, Sarajevo, 1910.
- Svjetski rat i Hrvati (Pokus orijentacije hrvatskoga naroda još prije svršetka rata), Zagreb, 1915.
- Politički zemljopis hrvatskih zemalja. Geopolitička studija, Sarajevo, 1918.
- Die südslawische Frage und der Weltkrieg. Uebersichtliche Darstellung des Gesamt – Problems, Wien, 1918.
- Borba za vrijednost svoga "Ja": pokus filozofije slavenskog individualizma / napisao Ivo Pilar, Zagreb, 1922.
- Bogomilstvo kao religijozno-povijestni te kao socijalni i politički problem, Zagreb, 1927.
- O dualizmu u vjeri starih Slovjena i o njegovu podrijetlu i značenju, Zagreb, 1931.
- Kriza kapitalizma, Zagreb, 1931.
- Immer wieder Serbien, Berlin 1933.
- Južnoslavensko pitanje: prikaz cjelokupnog pitanja Zagreb, 1943.
- Izabrana djela dr. Ive Pilara, (1. kötet: Politički zemljopis hrvatskih zemalja: geopolitička studija, Zagreb, 1995., 2. kötet: Uvijek iznova Srbija, Zagreb, 1997., 3. kötet: Usud hrvatskih zemalja, Zagreb, 1997.)

## Fordítás
Ez a szócikk részben vagy egészben  az   Ivo Pilar című horvát Wikipédia-szócikk ezen változatának fordításán alapul.  Az eredeti cikk szerkesztőit annak laptörténete sorolja fel. Ez a jelzés csupán a megfogalmazás eredetét és a szerzői jogokat jelzi, nem szolgál a cikkben szereplő információk forrásmegjelöléseként.